# 二井宿村
二井宿村（にいじゅくむら）は山形県東置賜郡にあった村。現在の高畠町二井宿にあたる。

## 地理
- 山：小湯山、貝吹山
- 河川：屋代川

## 歴史
- 1889年（明治22年）4月1日 - 町村制の施行により、近世以来の二井宿村が単独で自治体を形成。
- 1954年（昭和29年）10月1日 - 高畠町、屋代村、亀岡村、和田村と合併して社郷町が発足。同日二井宿村廃止。

## 交通

### 鉄道路線
- 山形交通（現・ヤマコー）
  - 高畠線
    - 上駄子町駅 - 二井宿駅

### 道路
- 七ヶ宿街道（現・国道113号）